# Тиџеј ван Гардерен
Тиџеј ван Гардерен (енгл. Tejay van Garderen; 12. август 1988), бивши је амерички професионални бициклиста који је последње возио за амерички ворлд тур тим — ЕФ едукејшон фирст про сајклинг. двапут је освојио УСА про челенџ, а једном Тур оф Калифорнију. Освојио је класификацију за најбољег младог возача на Тур де Франсу 2012, док је освојио четири медаље на Светском првенству у екипном хронометру, једну златну, двије сребрне и једну бронзану.

## Каријера

### Почетак каријере
Ван Гардерен је рођен у Вашингтону, али је већину детињства провео у Монтани, отац му је Немац.
Почео је да вози са десет година и освојио је десет титула у јуниорској конкуренцији. Прва трка коју је возио као сениор била је Тур Калифорније, као део америчког тима, али је напустио на четвртој етапи. 2008. године потписује за Рабобанков континенрални тим, где остаје две године. Завршава четврти на трци Флеча де Суд, а на светском шампионату за возаче до 23 године, осваја 24 место.

### 2010—2011.
На почетку 2010. године, Ван Гардерен прелази у тим ХТЦ, који је претходне године имао највише победа од свих тимова, највише захваљујући Марку Кевендишу и Андреу Грајпелу.
На својој првој етапној трци, Волта Алгарве, завршава на деветом месту, а на Туру Турске осваја друго место, уз два друга места на етапама.
На Туру Калифорније, Ван Гардерен долази као помоћник Мајклу Роџерсу, који осваја трку, а Ван Гардерен завршава на 28 месту.
На Критеријуму Дофине осваја треће место.
Ван Гардерен је ушао у тим за Вуелта а Еспања трку, где је био јак прве две недеље, али је у трећој посустао и завршио на 35 месту.
2011. године, Ван Гардерен осваја друго место на хронометру на Туру Швајцарске, иза Фабијана Канћеларе, а затим осваја мајицу за најбољег младог возача на Туру Калифорније.
Исте године, Ван Гардерен вози свој први Тур де Франс. Након етапе 8, освојио је довољно бодова на брдском циљу и понио мајицу за најбољег у брдској класификацији и тако постао први Американац који је носио тачкасту мајицу на Тур де Франсу у историји. На крају, завршава Тур де Франс на 82 месту.
На Туру Јуте, освојио је хронометар на трећој етапи.

### 2012
На крају 2011. године, тим ХТЦ се угасио, а Ван Гардерен је прешао у швајцарски тим БМЦ. На Париз - Ница трци освојио је мајицу за најбољег младог возача, а пре Тур де Франса, осваја друго место на националном шампионату у вожњи на хронометар.
На Тур де Франсу, Ван Гардерен је био један од помоћника за актуелног шампиона Кадела Еванса. На прологу је завршио четврти и узео је мајицу за најбољег младог возача, па је изгубио на етапи 7, али је вратио на етапи 9, након хронометра. Успио је да је сачува до краја и да заврши Тур де Франс на петом месту.
На УСА Про Челенџ трци осваја једну етапу и друго место на трци.

### 2013
2013. годину, Ван Гардерен почиње на Тур Сан Луис трци, где осваја друго место, а затим осваја четврто место на Париз - Ница трци и седмо на Туру Швајцарске. У мају осваја прву велику трку, Тур Калифорније.
На Тур де Франсу долази у слабој форми и завршава тек на 45 месту.
Након Тур де Франса, Ван Гардерен осваја УСА Про Челенџ.

### 2014
2014. године, Ван Гардерен осваја друго место на Туру Омана, треће на Вуелта Каталоније и шесто на Туру Баскијске Земље.
На Тур де Франсу, Ван Гардерен осваја пето место, највише захваљујући хронометру на предзадњој етапи, када је успио да надокнади време у односу на Француза Романа Бардеа, мајицу за најбољег младог возача освојио је други Француз, Тибо Пино.
Након Тур де Франса, Ван Гардерен осваја УСА Про Челенџ други пут заредом, уз освојене две етапе.

### 2015
2015. годину, Ван Гардерен почиње на Туру Омана, где је освојио друго место. Прву победу у сезони остварује на Вуелта Каталонија трци, где побеђује на етапи 4, али је био далеко у генералном пласману. На Критеријуму Дофине осваја друго место, десет секунди иза Криса Фрума.
На Тур де Франсу, Ван Гардерен је био веома јак и био је трећи до етапе 17, када је због болести изгубио много времена и напустио је Тур.
На Вуелти Ван Гардерен је био један од фавирита, али је и њу морао да напусти.

### 2016
2016. године, осваја друго место на Вуелта Андалузији, пето на Вуелта Каталонији, седмо на Вуелта Мурсији и десето на Туру Романдије.